# Olena Zelenska
Olena Volodímirivna Zelenska (de soltera Kiaixko; ucraïnès: Олена Володимирівна Зеленська (Кіяшко); Kriví Rih, 6 de febrer de 1978) és una guionista ucraïnesa. És l'actual primera dama d'Ucraïna, d'ençà del maig del 2019 arran de l'elecció del seu marit, l'aleshores humorista Volodímir Zelenski, com a president. El desembre de 2019, Zelenska va ser inclosa a la llista dels 100 ucraïnesos més influents per la revista Focus, ocupant-hi el lloc 30. S'ha destacat per la seva lluita per a la igualtat de gènere, la promoció de la llengua ucraïnesa i la reforma del sistema d'alimentació, mirant de millorar la qualitat i la varietat de les dietes a les escoles.

## Primers anys de vida i carrera
Olena Kiaixko va néixer el 6 de febrer de 1978 a Kriví Rih, una ciutat important del centre d'Ucraïna, situada al sud-est de Kíiv. Zelenska va estudiar arquitectura a la Facultat d'Enginyeria Civil de la Universitat Nacional de Kryvyi Rih, però al seu lloc va escriure textos per Kvartal 95, i finalment es va convertir en escriptora.

## Primera Dama d'Ucraïna
El 20 de maig de 2019, Zelenska es va convertir en la primera dama d'Ucraïna. El 18 de novembre va aparèixer a la portada del número de desembre de l'edició ucraïnesa de Vogue. En una entrevista amb la revista, va parlar de la seva primera iniciativa: la reforma nutricional a les escoles ucraïneses.
Per iniciativa d'Olena Zelenska, la reforma del sistema d'alimentació escolar va començar amb un nou menú escolar elaborat pel xef Ievgen Klopotenko, de CultFood. La reforma és un programa complex: des de la millora de la qualitat, la nutrició dels aliments i la seguretat alimentària fins al subministrament de recursos a les escoles. El menú escolar actualitzat compta amb 160 elements: inclou tant plats tradicionals ucraïnesos com a plats populars de diferents cuines del món. El Consell de Ministres d'Ucraïna va aprovar les noves normes alimentàries, que van entrar en vigor l'1 de setembre del 2021.
El desembre de 2019, durant un discurs al tercer Congrés de Dones d'Ucraïna, Zelenska va iniciar l'adhesió d'Ucraïna a la iniciativa internacional del G7 sobre igualtat de gènere, l'Associació de Biarritz, que es va concretar al setembre de 2020. El novembre de 2020 i setembre de 2021, Zelenska va intervenir a la Cambra i Cinquè Congrés de Dones Ucraïneses, una plataforma que reuneix personalitats ucraïneses i internacionals, polítics, funcionaris, experts i líders d'opinió en favor de la igualtat de drets entre dones i homes.
El 13 de gener de 2020, Volodymyr Zelensky va incloure Olena al consell de l'Arsenal de l'Art, dirigit pel ministre de Cultura Volodymyr Borodiansky.
El juny de 2020, Olena Zelenska va posar en marxa una iniciativa per difondre la llengua ucraïnesa al món i la introducció d'audioguies en ucraïnès als llocs més emblemàtics, en particular, als museus més grans del món. Com a part de la iniciativa, el 2020 es van llançar 11 audioguies en ucraïnès a museus d'Azerbaidjan, Àustria, Itàlia, Letònia, Turquia, i Montenegro, així com en dues rutes d'autobús de Lituània. El 2021, com a part de la iniciativa de Zelenska, es van llançar audioguies en ucraïnès al museu de Mount Vernon (la casa de George Washington), als Museus de Belles Arts de San Francisco a Califòrnia, Versalles, la Sagrada Família, el castell de Frederiksborg, la Hundertwasserhaus, la torre de Gàlata, i el Museu de les Civilitzacions d'Anatòlia.
Zelenska va llançar un únic qüestionari al maig del 2020 sobre la creació d'una societat sense barreres, en col·laboració amb el Ministeri de Transformació Digital i el Ministeri de Política Social d'Ucraïna. El desembre de 2020, el Ministeri de Transformació Digital i el Programa de Desenvolupament de les Nacions Unides a Ucraïna van afirmar que crearien un còmode catàleg de serveis per a grups vulnerables com a part de la iniciativa "Sense barreres" de Zelenska, que es publicaria al portal estatal "Acció" a la categoria "Acció. Sense barreres".

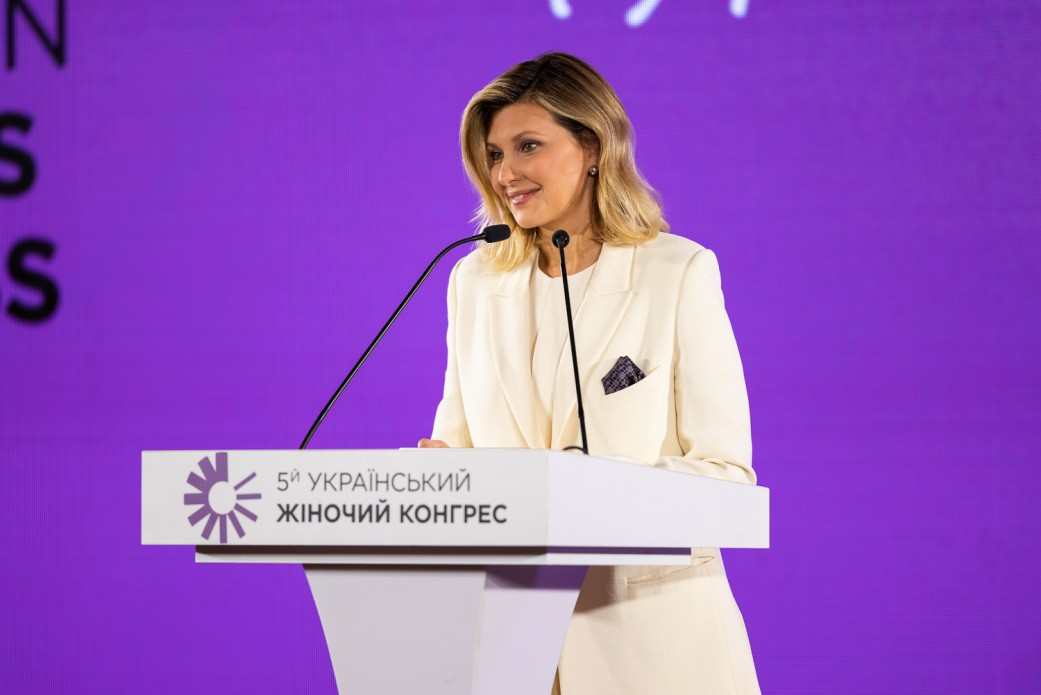
Olena Zelenska al Cinquè Congrés de Dones Ucraïneses

Zelenska va iniciar la Cimera de Primeres Dames i Cavallers de Kíev a l'agost de 2021, amb el tema "El poder tou en la nova realitat".

## Vida personal
Olena i el seu futur marit eren companys de col·legi, però no es coneixien. Zelenski va dir una vegada que coneixia molts dels seus companys de classe, però no la mateixa Zelenska. Es van conèixer molt més tard, quan l'estudiant d'arquitectura anava a la Facultat d'Enginyeria Civil de la Universitat Nacional de Kryvyi Rih.
La relació de la parella es va desenvolupar gradualment: van sortir durant vuit anys abans de casar-se el 6 de setembre del 2003. El 15 de juliol del 2004 va néixer la seva filla Oleksandra. El 21 de gener de 2013, Zelenska va donar a llum el seu fill Kyrylo.
Zelenska va ser hospitalitzada en observació el 16 de juny de 2020 després de donar positiu a la prova de COVID-19. La infecció es va descriure com de "gravetat moderada" que no necessitava ventilació mecànica. Va ser donada d'alta de l'hospital el 3 de juliol del 2020 amb tractament domèstic continuat per a la pneumònia bilateral.